# Pseudoraphis minuta
Pseudoraphis minuta là một loài thực vật có hoa trong họ Hòa thảo. Loài này được (Mez) Pilg. miêu tả khoa học đầu tiên năm 1928.